# Mortoniella denticulata
Mortoniella denticulata är en nattsländeart som beskrevs av Sykora 1999. Mortoniella denticulata ingår i släktet Mortoniella och familjen stenhusnattsländor. Inga underarter finns listade i Catalogue of Life.